# Округ Гудхју (Минесота)
Гудхју (енгл. Goodhue County) је округ у америчкој савезној држави Минесота.

## Демографија
По попису из 2010. године број становника је 46.183, што је 2.056 (4,7%) становника више него 2000. године.
| Група             | 2000.          | 2010.          |
| Белци             | 42.405 (96,1%) | 43.027 (93,2%) |
| Афроамериканци    | 280 (0,6%)     | 445 (1,0%)     |
| Азијати           | 251 (0,6%)     | 274 (0,6%)     |
| Хиспаноамериканци | 473 (1,1%)     | 1.342 (2,9%)   |
| Укупно            | 44.127         | 46.183         |